# Wanderer-Werke

Wanderer-Anzeige 1898

Die Wanderer-Werke waren ein bedeutender deutscher Hersteller von Fahrrädern, Motorrädern, Autos, Lieferwagen, Werkzeugmaschinen und Büromaschinen, der im Jahr 1885 in Chemnitz gegründet wurde. Den Namen „Wanderer“ bezogen die beiden Firmengründer Winklhofer und Jaenicke aus der Übersetzung der Bezeichnung „Rover“, die der Engländer John Kemp Starley seinen Fahrrädern gegeben hatte.
Die Automobilsparte wurde 1932 in die Auto Union AG eingebracht. Während des Zweiten Weltkriegs wurden bei Wanderer in Siegmar-Schönau auch Rüstungsgüter unter dem Fertigungskennzeichen cxo produziert, darunter das Schlüsselgerät 41. Nach dem Krieg wurden die Chemnitzer Wanderer-Werke enteignet, zerschlagen und die einzelnen Betriebsteile unter verschiedenen Namen fortgeführt (Fritz-Heckert-Werk, Astrawerk/Ascota, Elrema).
In der Bundesrepublik war die Wanderer-Werke AG zuletzt als Finanzholding ohne eigenen Geschäftsbetrieb tätig und ging im Juli 2010 in die Insolvenz. Die Marke Wanderer wurde daraufhin von dem in Köln ansässigen Fahrradhersteller ZEG erworben.

## Geschichte bis 1945

### 1885: Beginn der Fahrradherstellung
Die Anfänge von Wanderer gehen bis in das Jahr 1885 zurück. In diesem Jahr gründeten Johann Baptist Winklhofer und Richard Adolf Jaenicke in Chemnitz die am 26. Februar 1885 ins Handelsregister eingetragene Gesellschaft „Chemnitzer Velociped-Depôt Winklhofer & Jaenicke“ zum Verkauf und zur Reparatur von Fahrrädern. Die Fahrräder bezogen sie zunächst aus England.  Wenig später fertigten sie bereits einige Hochräder selbst an und ab dem Winter 1885/1886 wurde eine fabrikmäßige Herstellung vorbereitet. Winklhofer und Jaenicke firmierten daher ab 4. Januar 1887 als „Chemnitzer Veloziped-Fabrik Winklhofer & Jaenicke“.

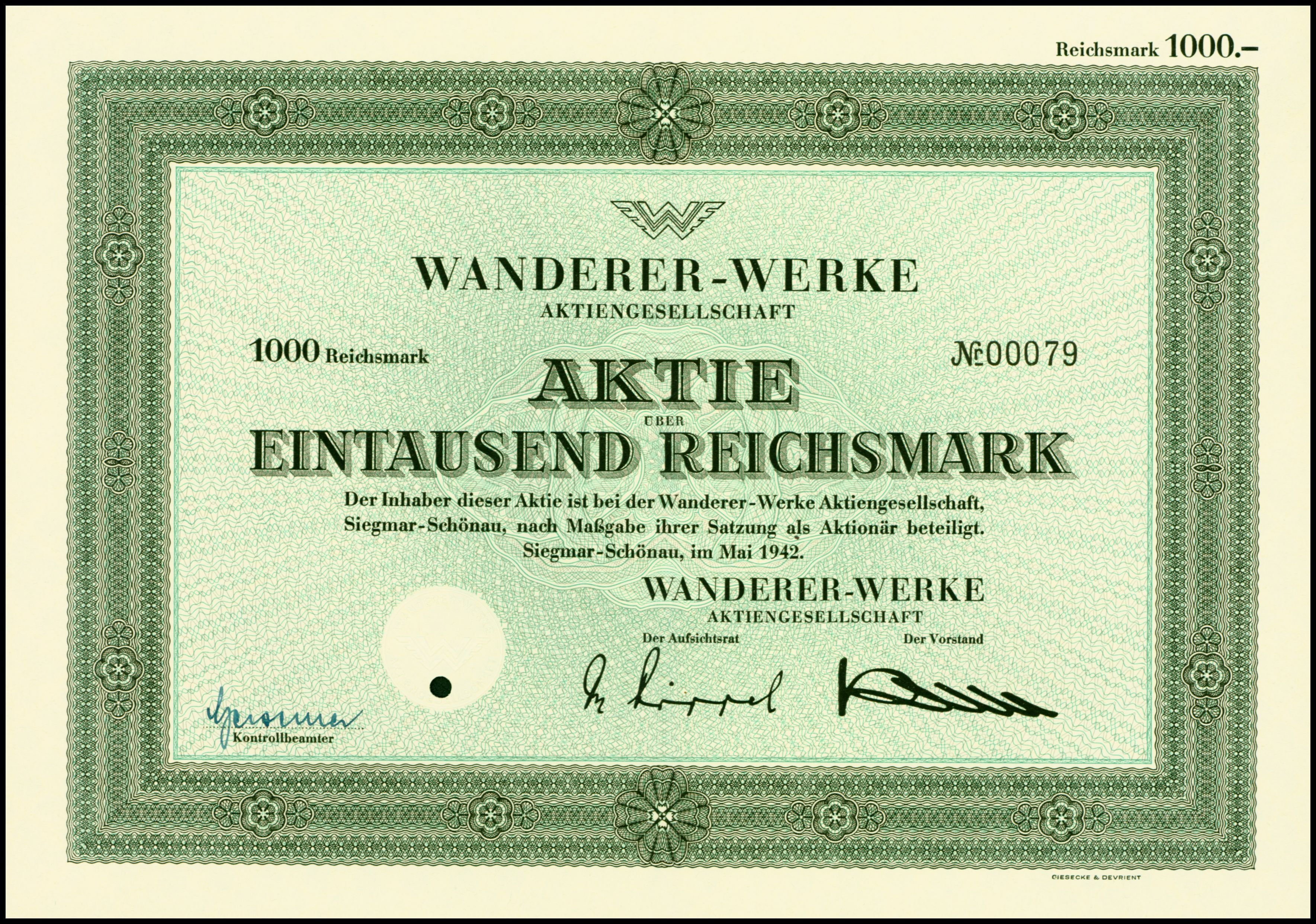
Aktie über 1000 RM der Wanderer-Werke AG vom Mai 1942

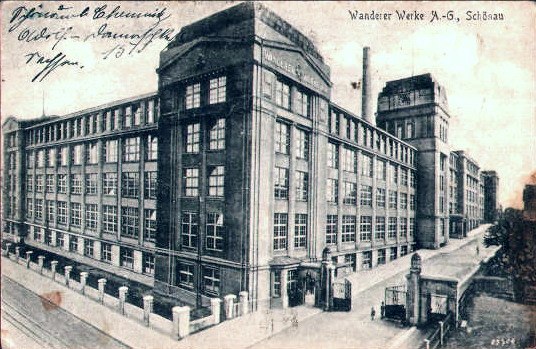
Wanderer-Werke in Schönau bei Chemnitz (1920)

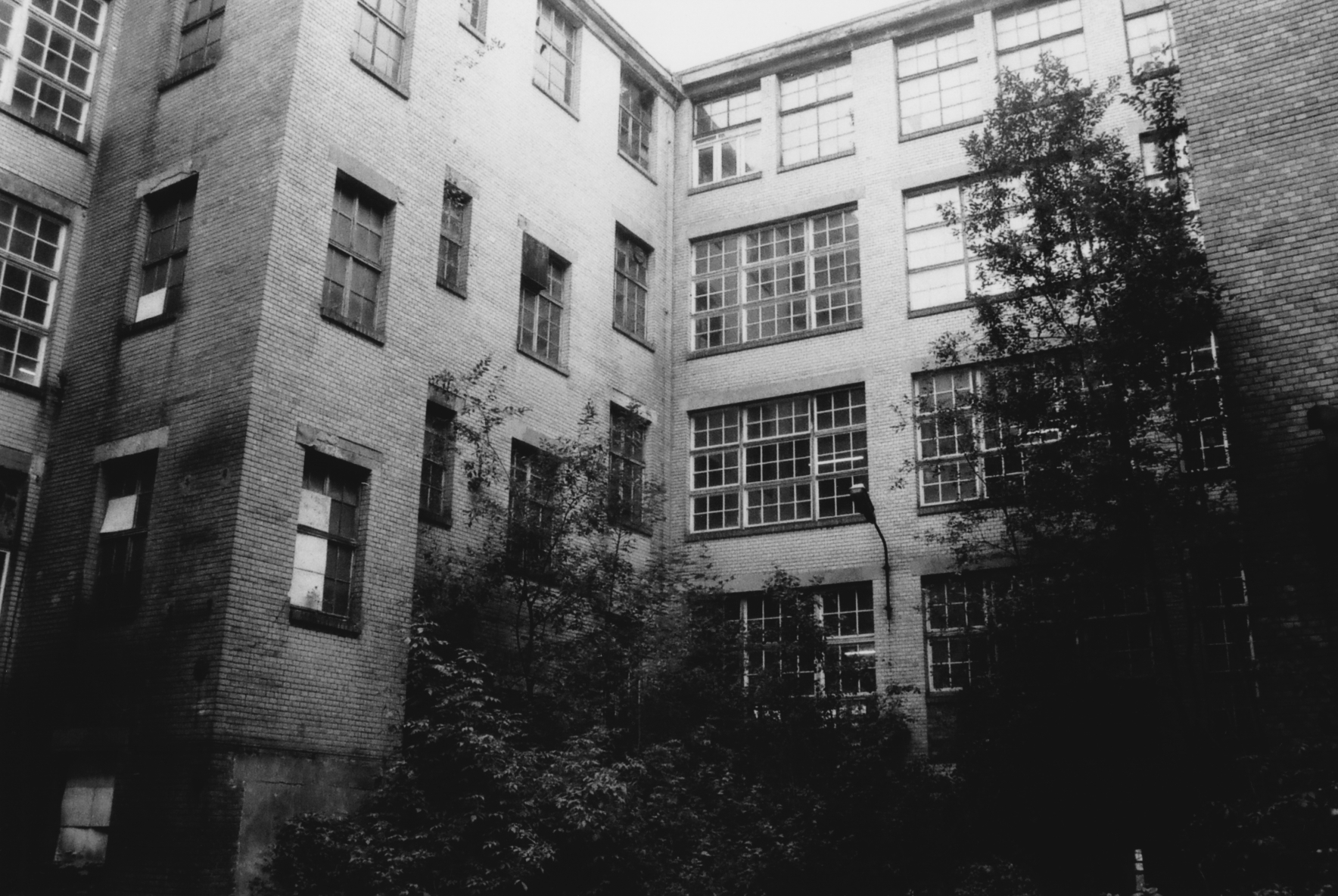
Hinterhof der Wanderer-Werke (2011)

1894 erwarben Winklhofer und Jaenicke ein Areal von 19.000 m² in Schönau bei Chemnitz und bauten dort ein Verwaltungs- und Lagerhaus mit 52 Metern Front, einen Shedbau mit 2.500 Quadratmetern Nutzfläche, ein Maschinenhaus, ein Kesselhaus, einen Stall und eine Wagenremise. Für sich selbst ließen die Unternehmer gegenüber ein Doppelwohnhaus errichten. 1896 erfolgte die Umfirmierung in die „Wanderer Fahrradwerke AG“. Danach zog sich Jaenicke ins Privatleben zurück. In dieser Zeit war ein gekapselter Kardanantrieb im Rahmen des Fahrrades geplant, der jedoch nicht verwirklicht wurde; den Kardanantrieb im Automobilbau führte 1898 Renault ein. Um 1900 war Wanderer zu einem bedeutenden Unternehmen auf dem Fahrradmarkt geworden und hielt verschiedene Patente, unter anderem für die erste deutsche Zweigang-Nabenschaltung.

### Ausweitung der Produktion auf Werkzeugmaschinen, Motorräder, Schreibmaschinen und anderes
Ab 1899 begann Wanderer mit der Serienproduktion von Fräsmaschinen. Dieser Schritt war maßgeblich dadurch motiviert, dass die zur damaligen Zeit auf dem Markt verfügbaren Fräsmaschinen nicht die Genauigkeitsanforderungen Winklhofers und Jaenickes erfüllten.
Das erste Motorrad wurde 1902 gebaut, der Einzylindermotor des Modells besaß als Besonderheit einlassseitig ein sogenanntes Schnüffelventil, welches durch Federdruck dauernd beaufschlagt über den vom abwärtsgehenden Kolben erzeugten Unterdruck im Zylinder öffnete. Die Produktionsanlagen zur Herstellung der Wanderer K 500 wurden 1929 an die Waffenfabrik Janeček abgegeben, wo sich daraufhin der Motorradhersteller Jawa herausbildete. Leichtmotorräder und Fahrradhilfsmotorradmodelle mit acht Motortypen von DKW, Ilo und Fichtel & Sachs, Anhänger und „Leichtseitenwagen“ blieben weiter im Programm.
1903/1904 begann die Serienproduktion von Schreibmaschinen unter der Marke Continental und 1909 die von Additions- bzw. Zweispeziesrechenmaschinen.

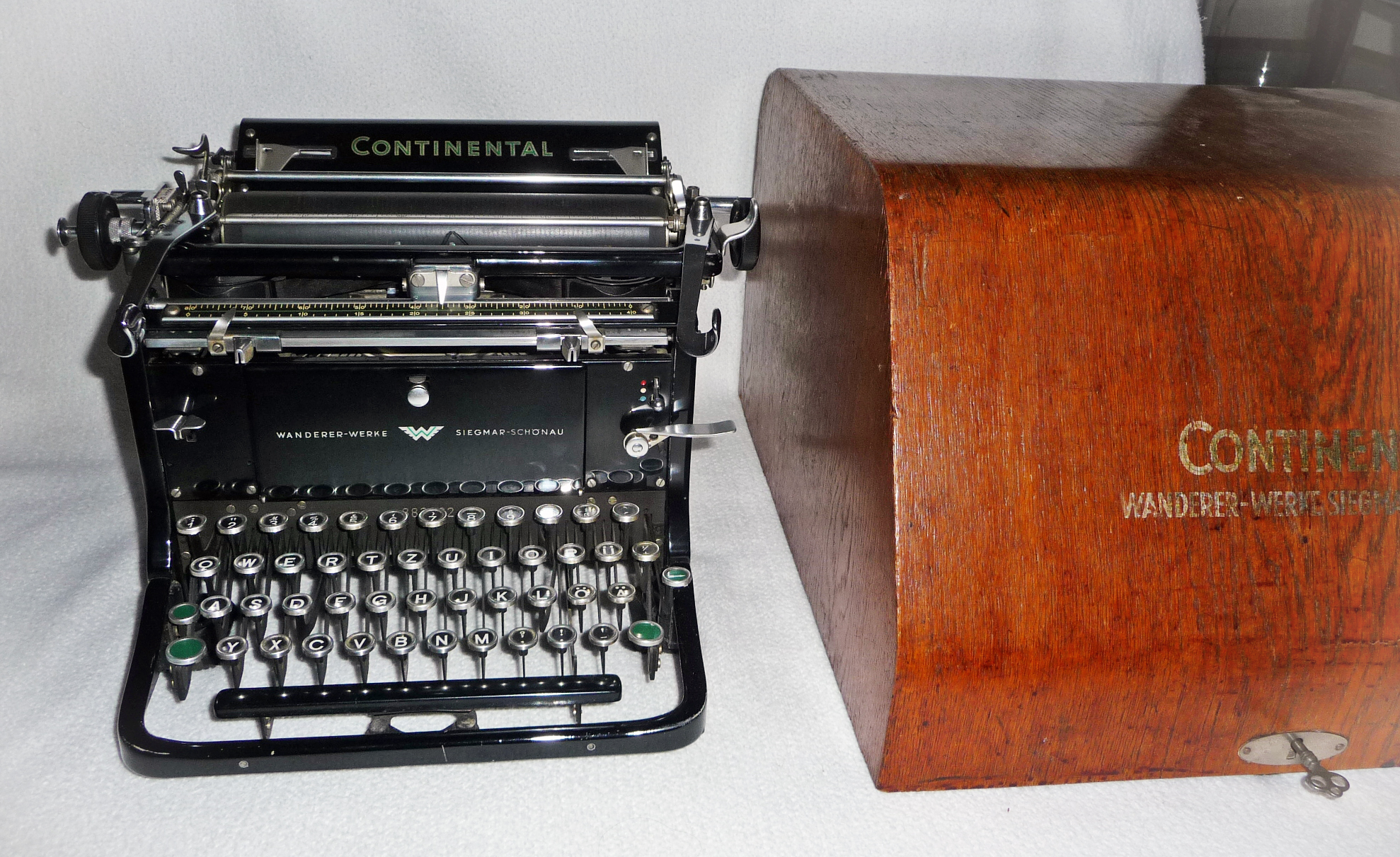
Wanderer „Continental“ Schreibmaschine

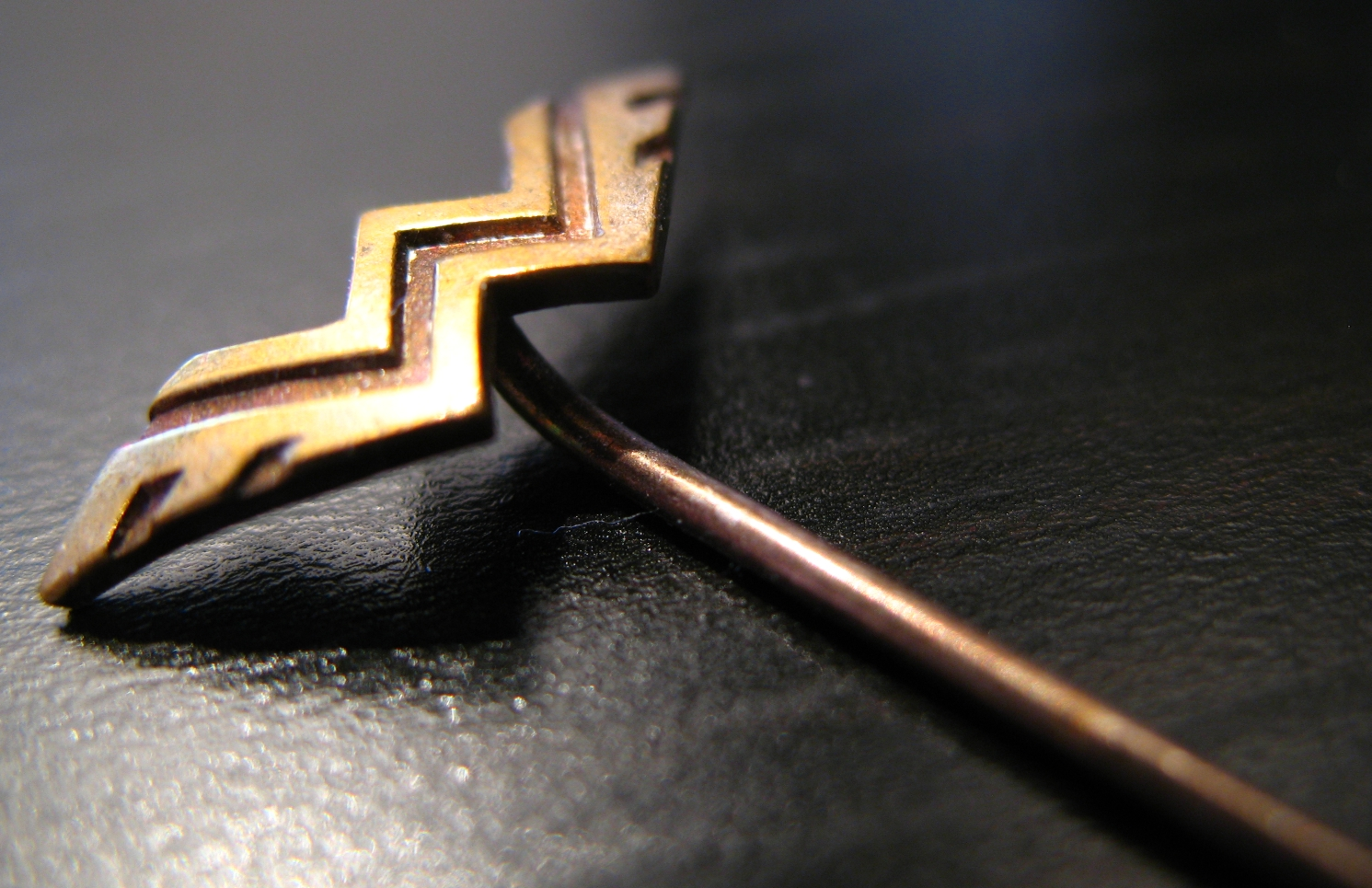
Anstecknadel mit Logo der Firma Wanderer-Auszeichnung für Mitarbeiter in den 1930er Jahren

Die Wanderer-Werke selbst konzentrierten sich sehr erfolgreich auf die Produktion hochwertiger Werkzeugmaschinen, Schreibmaschinen, Rechenmaschinen und Fahrräder. Das Radsportteam des Unternehmens konnte viele sportliche Erfolge erringen. Die fast lautlos arbeitende Schreibmaschine Wanderer Continental silenta war mit ihrem speziellen Hebelwerk weltweit konkurrenzlos.

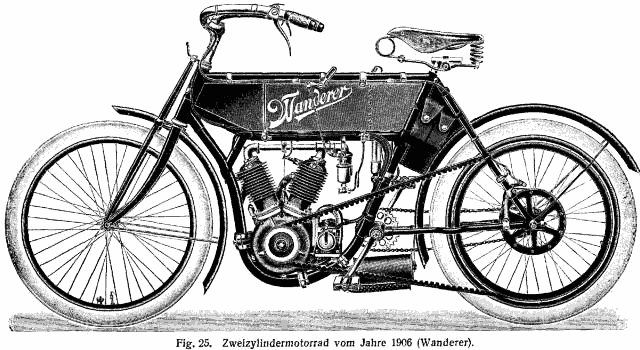
Wanderer Mofa um 1906
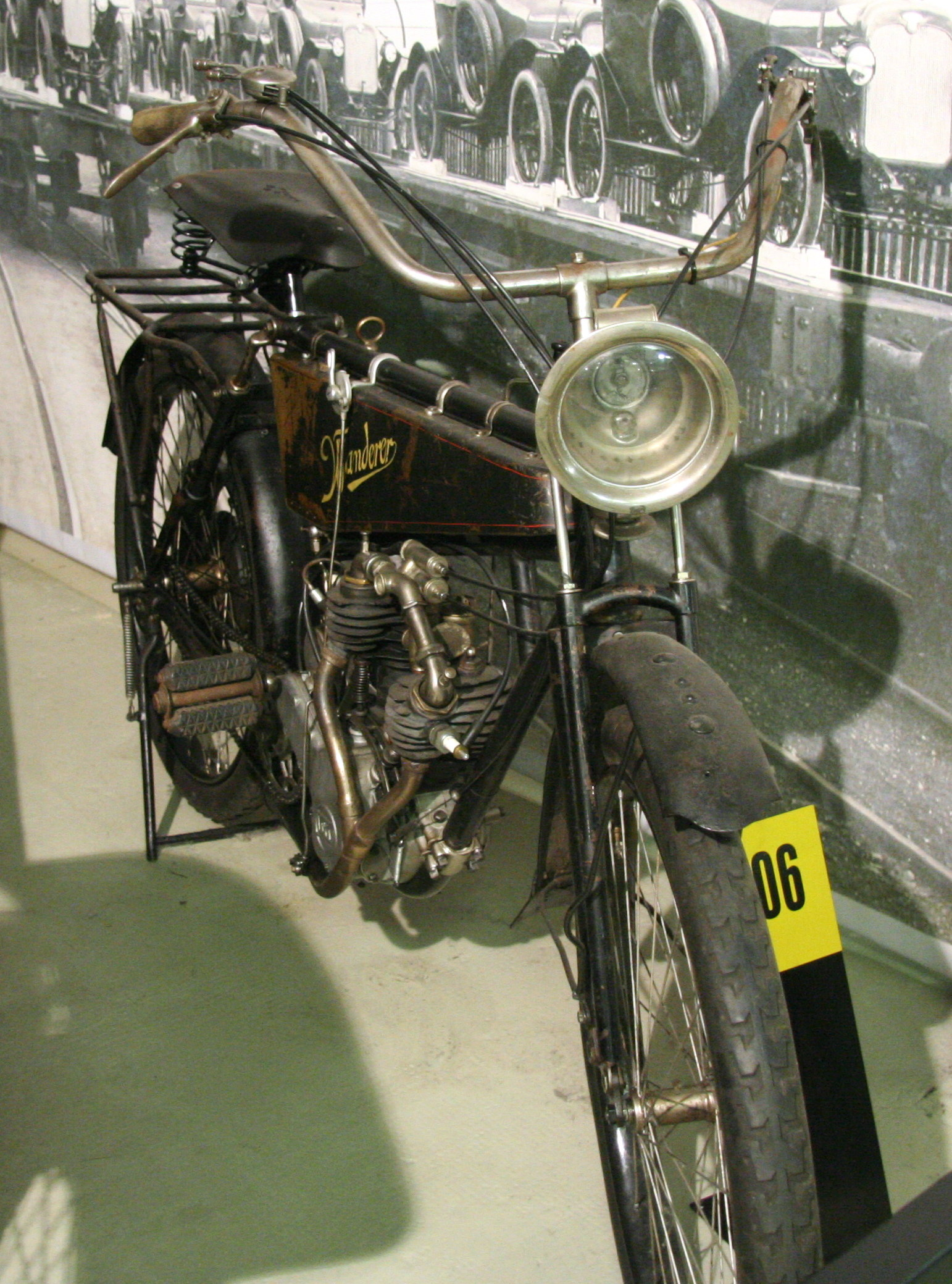
Wanderer 3 PS (408 cm³) um 1910
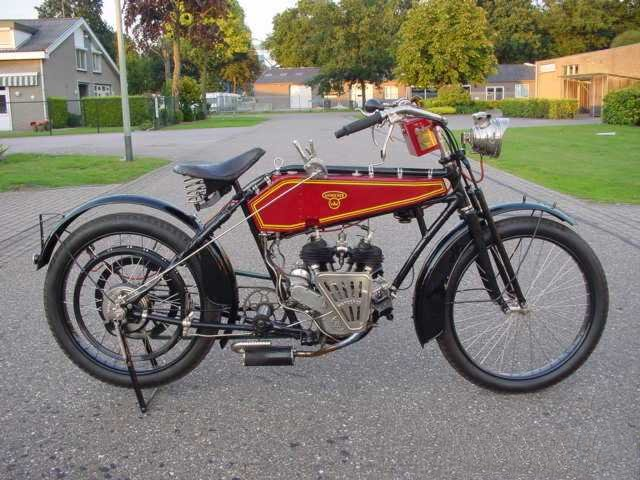
Wanderer 4 pk (504 cm³) um 1915
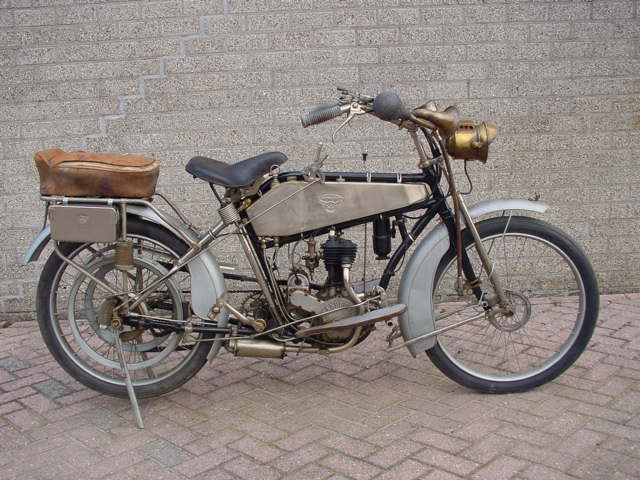
Wanderer 2 pk (250 cm³) um 1917
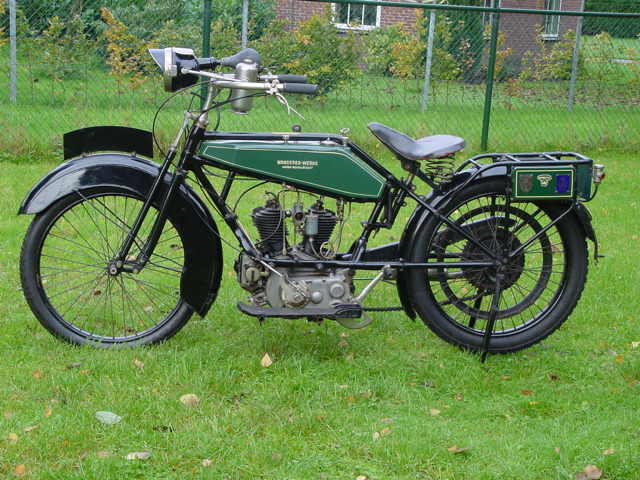
Wanderer Model V (616 cm³) um 1920
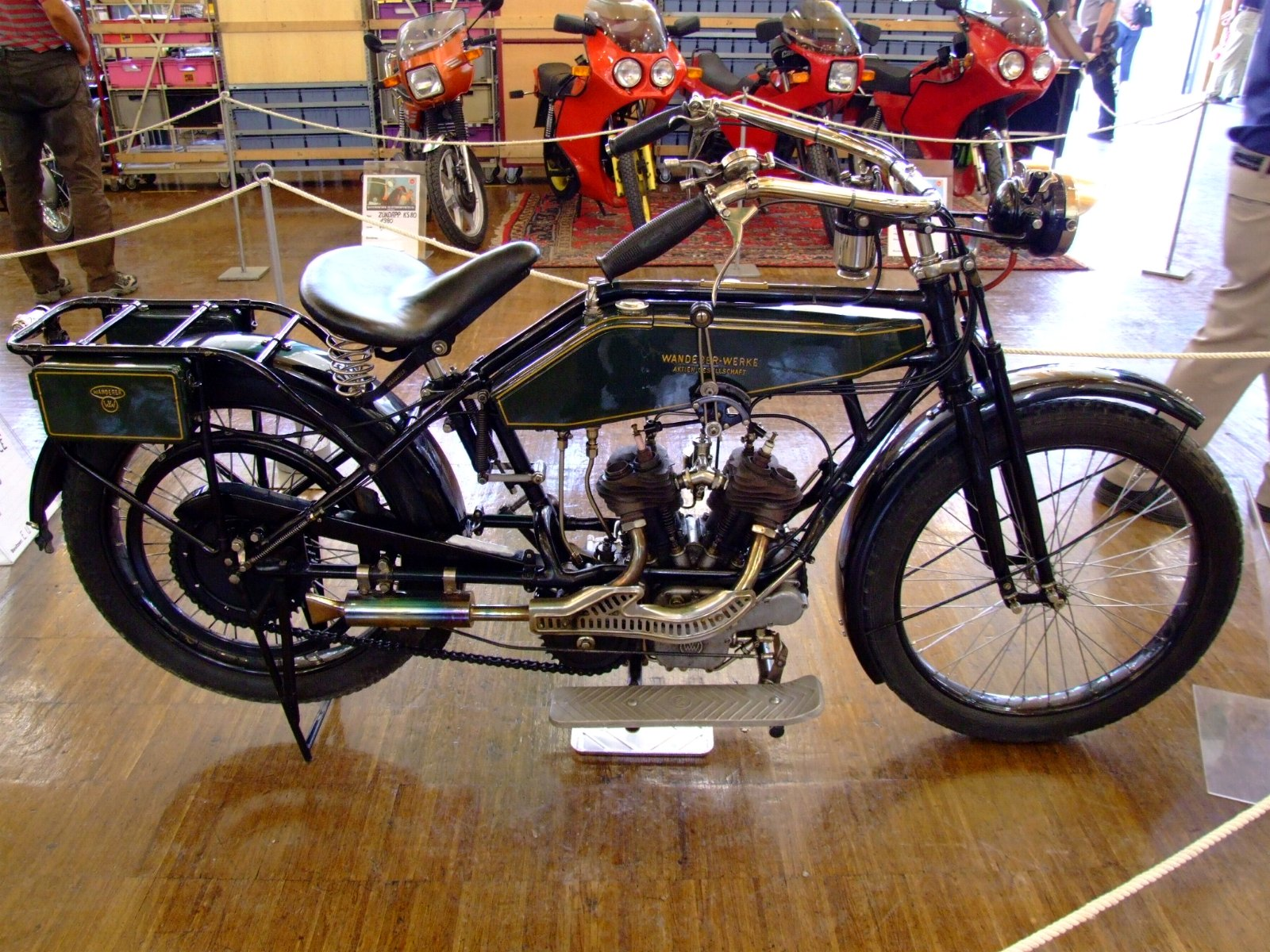
Wanderer 4½ (1921)
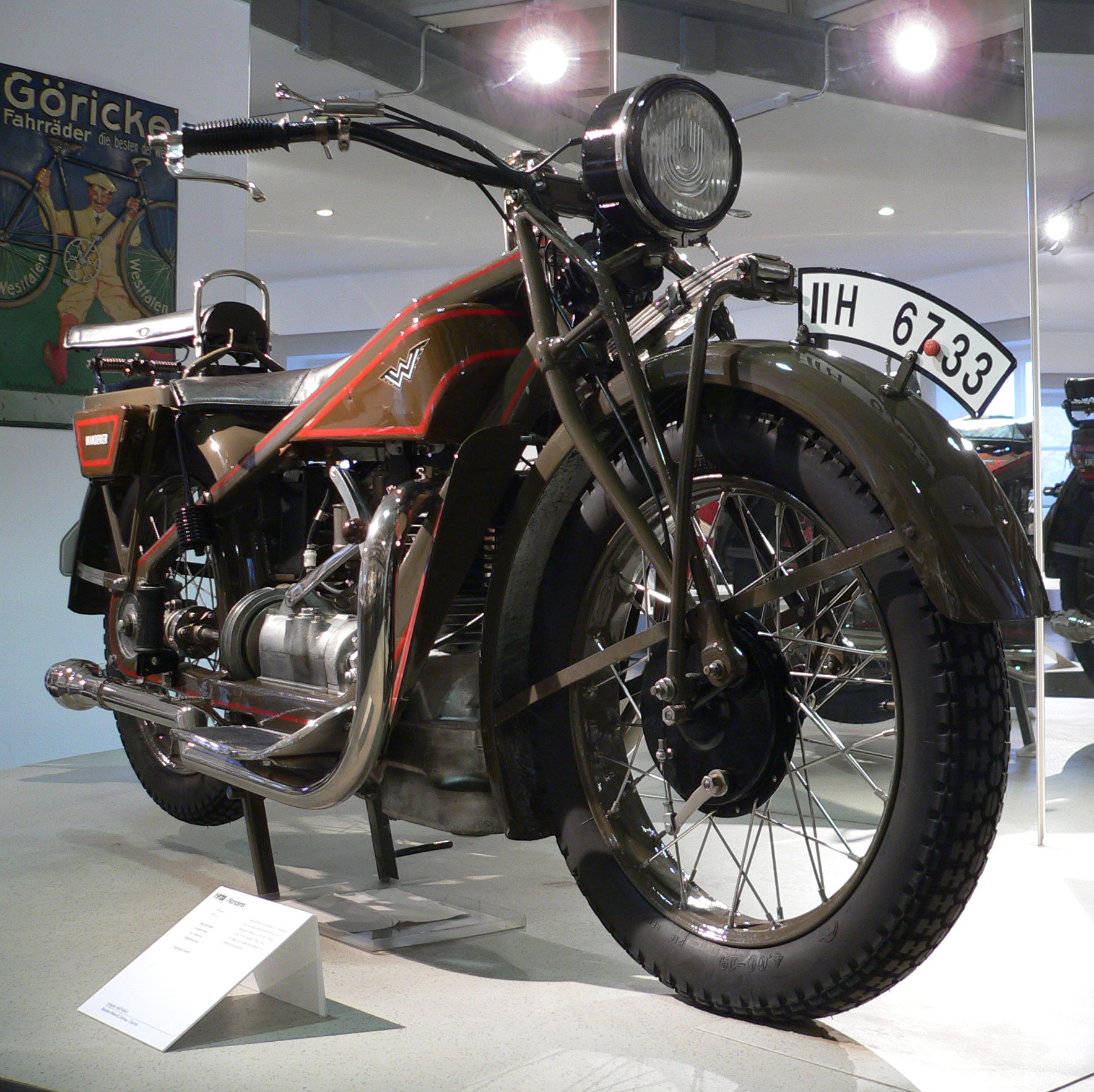
Wanderer K 500 von 1928 im Zweirad-Museum Neckarsulm
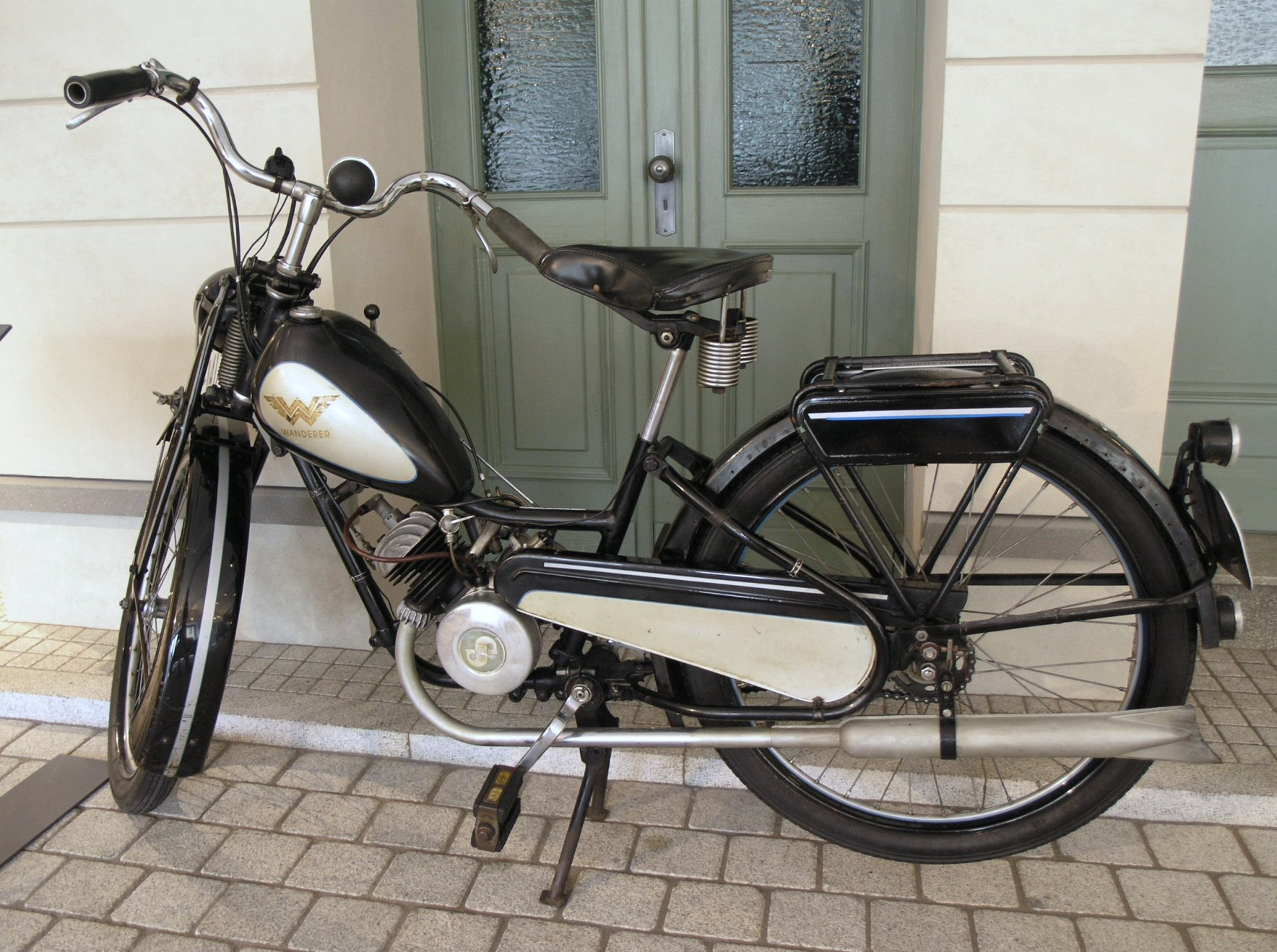
Wanderer 12 AS

### Automobilbau
|  |  |  |  |  |  |  |  |  |  |  |  |  |  |  |  |  |  |  |  |  |  |  |  |  |  |  |  |  |  |
|  |  |  |  |  |  |  |  |  |  |  |  |  |  |  |  |  |  |  |  |  |  |  |  |  |  |  |  |  |  |
|  |  |  |  |  |  |  |  |  |  |  |  |  |  |  |  |  |  |  |  |  |  |  |  |  |  |  |  |  |  |

|  |  |  |  |  |  |

Pläne für den Automobilbau datieren auf das Jahr 1903, in welchem der Ingenieur Eugen Buschmann den Auftrag zur Konstruktion eines Kleinwagens erhielt, welcher ca. 12 PS leisten und über einen Kardanantrieb verfügen sollte. 1905 entstand der erste Auto-Prototyp Wanderermobil, 1907 folgte der zweite, ein Modell mit Vierzylindermotor und Wasserkühlung; 1911 wurde auf dem Berliner Autosalon dann der Wanderer 5/12 PS Typ W 1 gezeigt. Ein Jahr zuvor hatte man Kontakt zu Ettore Bugatti aufgebaut, allerdings ohne die Zusammenarbeit fortzusetzen. 1913 konnte die Automobil-Serienproduktion aufgenommen werden.
„Wir hatten einen ganz niedlichen, kleinen Wagen im Auge, kleiner als alle bisher gebauten Wagen, niedrig im Anschaffungspreis, sparsam im Benzin-, Gummi- und Ölverbrauch, anspruchslos im Platzbedarf, aber großen Wagen gleich an Schnelligkeit und im Nehmen von Steigungen“, schrieb Winklhofer später.
In Anlehnung an die im selben Jahr in Berlin uraufgeführte Operette Puppchen von Jean Gilbert wurde das zierliche Auto (1,5 m breit, 3 m lang) nach einer Aufführung in Chemnitz vom Volksmund Puppchen genannt. Das schmale Auto besaß Plätze für zwei Personen, die hintereinander saßen, eine Leistung von 12 PS, erreichte eine Höchstgeschwindigkeit von 70 km/h und kostete 3800 Mark. Bereits 1913 kam die Weiterentwicklung zum W 2, der 15 PS leistete. Die weitere Entwicklung ging bis zum W 8 5/20 PS 1926/1927. Zur Ausweitung der Autoproduktion baute Wanderer ein weiteres Werk im Chemnitzer Vorort Siegmar, das 1927 die Produktion aufnahm. In Fließfertigung konnte man 25 Fahrzeuge pro Tag produzieren. Für den Nachfolger des Puppchen wurde 1930 bei Ferdinand Porsche in Stuttgart die Konstruktion eines Sechszylinder- und zweier Achtzylinder-Motoren in Auftrag gegeben. Nur der Sechszylinder debütierte 1931 im W 14 12/65 PS mit einem Dreiliter-Leichtmetallmotor, denn Probleme des Unternehmens ließen es von der Fahrzeugproduktion abrücken. Auch auf Druck der Dresdner Bank, die Wanderer Kredite über fünf Millionen Reichsmark gewährt hatte, verkaufte Wanderer Lizenzen für die schweren Motorräder an den tschechischen Ingenieur František Janeček, der damit die Motorradmarke Jawa gründete, und schloss Mitte 1932 mit der auf Bestreben der Sächsischen Landesbank gegründeten Auto Union AG einen Kauf- und Pachtvertrag für das moderne Wanderer-Fahrzeugwerk in Siegmar ab. Der Auto-Union-Konzern produzierte neben Audi, DKW und Horch weiter Kfz der Mittelklasse unter der Marke Wanderer.
Unter Führung der Auto Union AG kam 1933 der W 21, ein direkter Konkurrent des Mercedes-Benz 170, auf den Markt. Insgesamt bot die Marke Wanderer ab diesem Jahr eine breitgefächerte Modellpalette von sechs Karosserien mit drei Motoren an. Vom erfolgreichsten Modell Wanderer W 24 wurden von 1937 bis 1940 rund 22.500 Exemplare hergestellt. Eine Besonderheit mehrerer Wanderer-Modelle war in der damaligen Zeit eine geteilte Windschutzscheibe.

### Neuzulassungen von Wanderer-Pkw im Deutschen Reich von 1933 bis 1938

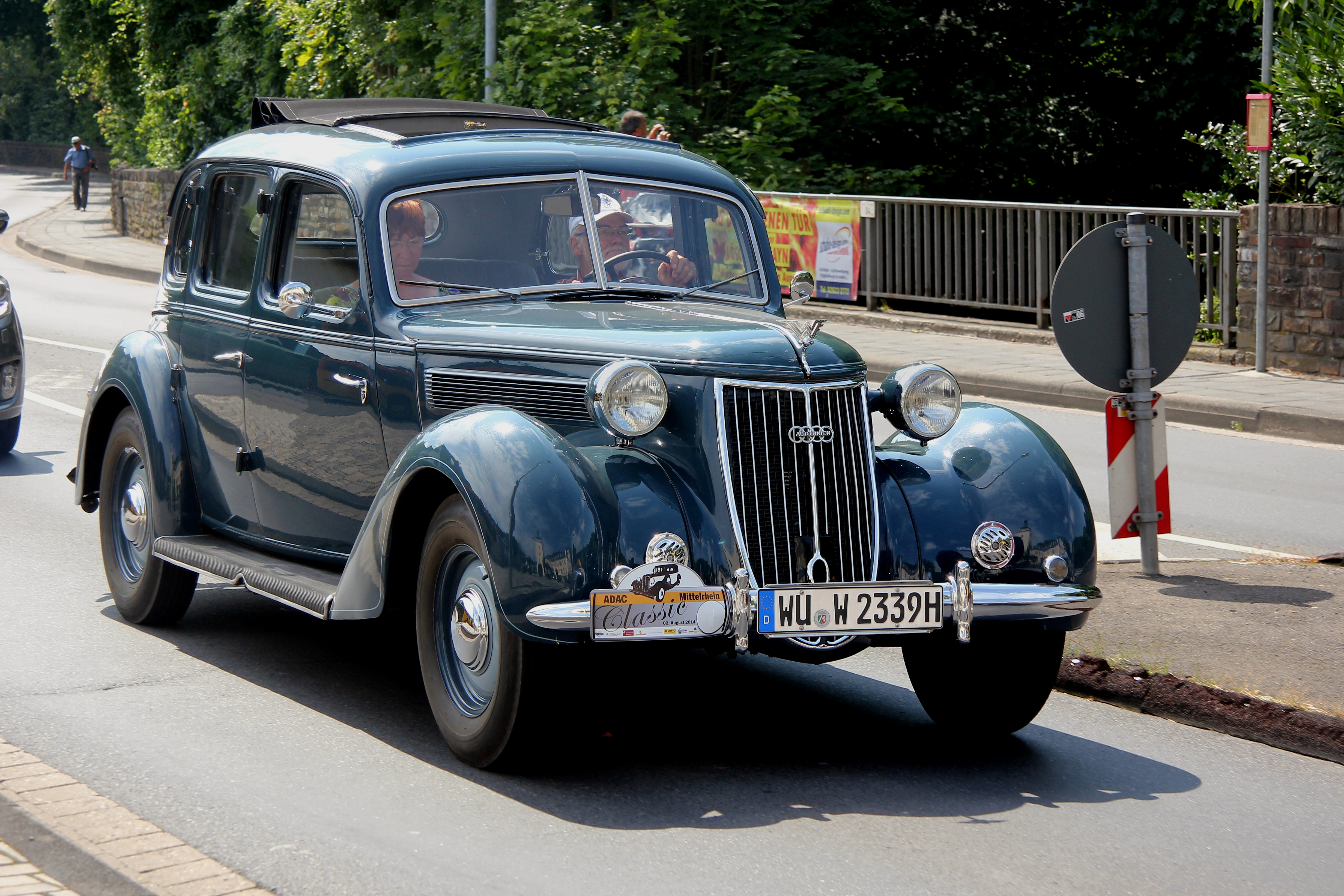
Wanderer W 23 (Baujahr 1939) bei der Rallye „ADAC Mittelrhein Classic“ 2014

| Jahr | Zulassungszahlen | Produktionszahlen |
| ---- | ---------------- | ----------------- |
| 1933 | 4265             | 3975              |
| 1934 | 5155             |                   |
| 1935 | 7169             |                   |
| 1936 | 8086             |                   |
| 1937 | 9840             |                   |
| 1938 | 8790             |                   |

### Sportwagen für die Fernfahrt Lüttich–Rom–Lüttich

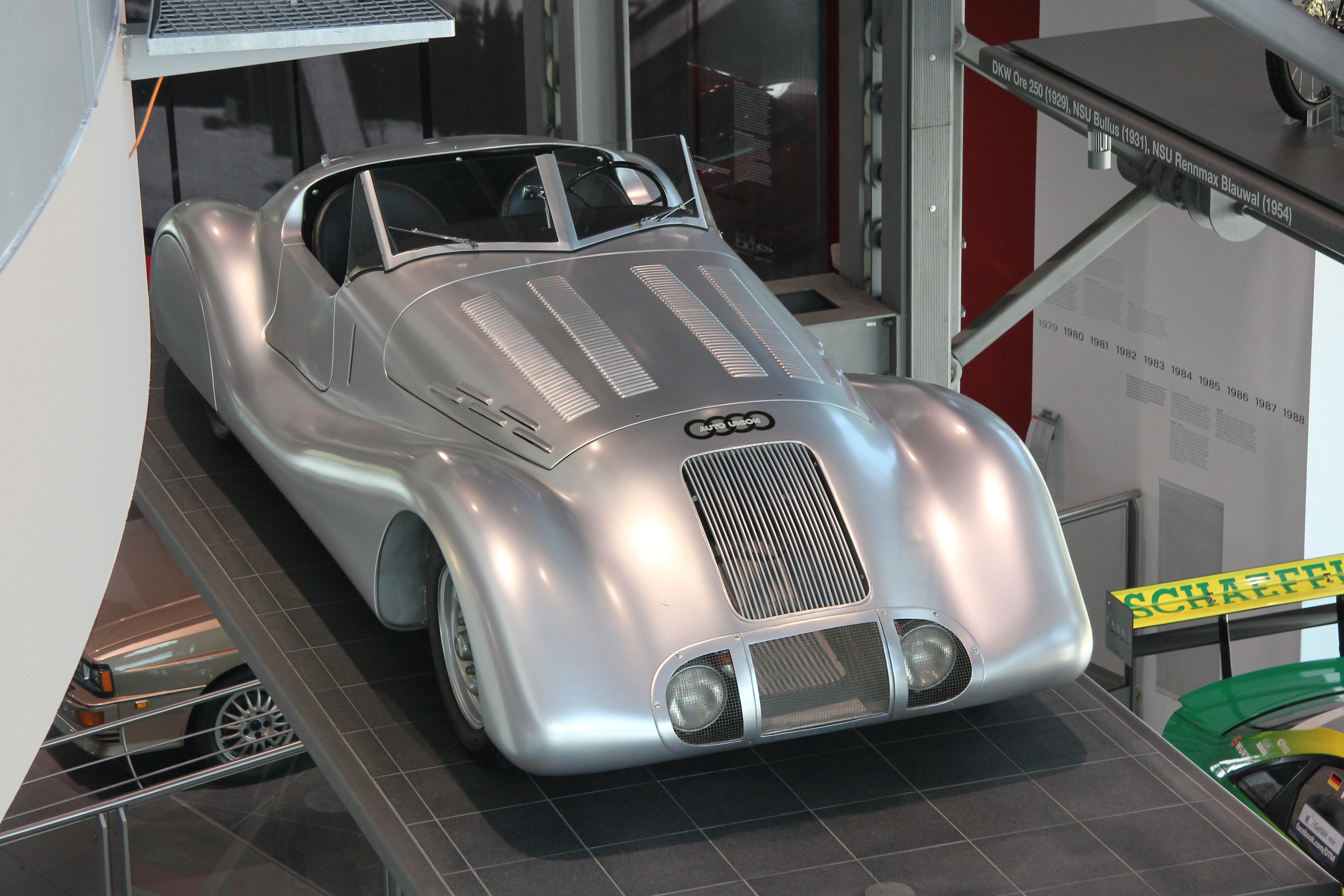
Wanderer Stromlinie Spezial 2013 im museum mobile in Ingolstadt

In den Jahren 1938 und 1939 beteiligte sich die Auto Union AG mit vier als Wanderer Stromlinie Spezial bezeichneten Sportwagen an der Fernfahrt Lüttich–Rom–Lüttich und wurde bei dem zweiten Einsatz Mannschaftssieger. Die Fahrer waren Momberger/Weidauer und Müller/Menz, die punktgleich Platz vier belegten, und Trägner/Fritzsching auf Platz zwölf. Damit gewann die Auto Union AG den „Coupe des Constructeurs“, die Markenwertung. 1938 waren Krämer/Münzert 30 Kilometer vor dem Ziel mit einem Schaden an der Nockenwelle ausgeschieden.
Die für diesen Wettbewerb gebauten Fahrzeuge waren zweisitzige Roadster mit Aluminium-Karosserien auf dem Fahrwerk des Wanderer W 25. Sie hatten 6-Zylinder-Motoren mit zwei Liter Hubraum und einer Leistung von 70 PS bei 4800/min, ein nicht synchronisiertes Vierganggetriebe mit zuschaltbarem Schnellgang und Hinterradantrieb. Die Wagen waren etwa 4,35 Meter lang, 1,65 Meter breit und 1,28 Meter hoch, das Leergewicht betrug rund 900 Kilogramm. Die Höchstgeschwindigkeit lag bei 160 Kilometer pro Stunde.
Wahrscheinlich überdauerte keiner der vier Wagen den Krieg. Die drei Stromlinien-Wanderer, die in Museen oder bei Oldtimerveranstaltungen gezeigt werden, sind Nachbauten unter Verwendung von Motoren und Fahrwerken alter Wanderer-Limousinen. Die Karosserien wurden anhand von Fotos rekonstruiert; Konstruktionszeichnungen, auf die hätte zurückgegriffen werden können, gibt es nicht mehr. Ein Zugeständnis an die neue Zeit ist das vollsynchronisierte Fünfganggetriebe der Replikate.
Vom 20. bis 26. Juni 2004 nahmen auch die Originalnachbauten der Audi Tradition an der Fernfahrt Lüttich–Rom–Lüttich teil.

## Übersicht Automobile

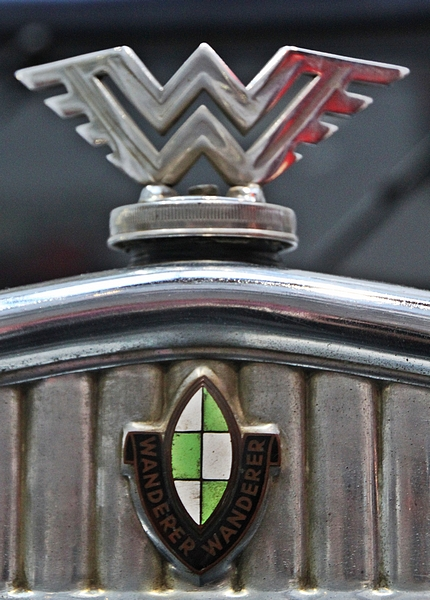
Logo des Unternehmens Wanderer

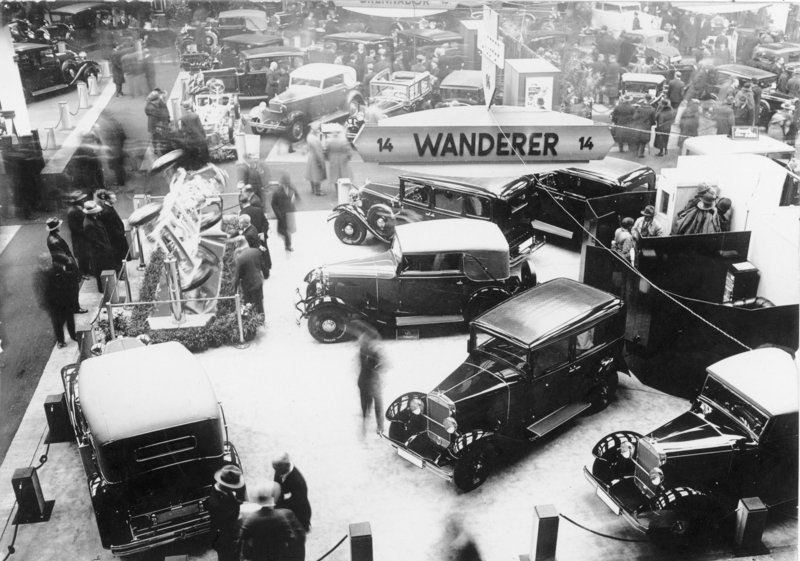
Wanderer-Stand auf der 22. Internationalen Automobil-
ausstellung Berlin 1931

| Typ                        | Bauzeitraum | Motorbauform | Hubraum       | Leistung        | Höchstgeschwindigkeit |
| -------------------------- | ----------- | ------------ | ------------- | --------------- | --------------------- |
| W 1 (5/12 PS) „Puppchen“   | 1912–1913   | R4           | 1147 cm³      | 12 PS (8,8 kW)  | 70 km/h               |
| W 2 (5/15 PS) „Puppchen“   | 1913–1914   | R4           | 1222 cm³      | 15 PS (11 kW)   | 70 km/h               |
| W 3 (5/15 PS) „Puppchen“   | 1914–1919   | R4           | 1286 cm³      | 15 PS (11 kW)   | 70 km/h               |
| W 4 (5/15 PS) „Puppchen“   | 1919–1924   | R4           | 1306 cm³      | 17 PS (12,5 kW) | 78 km/h               |
| W 6 (6/18 PS)              | 1921–1923   | R4           | 1551 cm³      | 18 PS (13,2 kW) | 80 km/h               |
| W 9 (6/24 PS)              | 1923–1925   | R4           | 1551 cm³      | 24 PS (17,7 kW) | 85 km/h               |
| W 8 (5/20 PS) „Puppchen“   | 1925–1926   | R4           | 1306 cm³      | 20 PS (14,7 kW) | 78 km/h               |
| W 10/I (6/30 PS)           | 1926–1928   | R4           | 1551 cm³      | 30 PS (22,1 kW) | 85 km/h               |
| W 10/II (8/40 PS)          | 1927–1929   | R4           | 1940 cm³      | 40 PS (29,4 kW) | 95 km/h               |
| W 11 (10/50 PS)            | 1928–1930   | R6           | 2540 cm³      | 50 PS (36,8 kW) | 90 km/h               |
| W 10/IV (6/30 PS)          | 1930–1932   | R4           | 1563 cm³      | 30 PS (22,1 kW) | 85 km/h               |
| W 11 (10/50 PS)            | 1930–1933   | R6           | 2540 cm³      | 50 PS (36,8 kW) | 97 km/h               |
| W 14 (12/65 PS)            | 1931–1932   | R6           | 2970–2995 cm³ | 65 PS (47,8 kW) | 105 km/h              |
| W 15 (6/30 PS)             | 1932        | R4           | 1563 cm³      | 30 PS (22,1 kW) | 85 km/h               |
| W 17 (7/35 PS)             | 1932–1933   | R6           | 1690 cm³      | 35 PS (25,7 kW) | 90 km/h               |
| W 20 (8/40 PS)             | 1932–1933   | R6           | 1950 cm³      | 40 PS (29,4 kW) | 95 km/h               |
| W 21 / W 235 / W 35        | 1933–1936   | R6           | 1690 cm³      | 35 PS (25,7 kW) | 95 km/h               |
| W 22 / W 240 / W 40        | 1933–1938   | R6           | 1950 cm³      | 40 PS (29,4 kW) | 100 km/h              |
| W 245 / W 250              | 1935        | R6           | 2257 cm³      | 50 PS (36,8 kW) | 100–105 km/h          |
| W 45 / W 50 / W 51 Spezial | 1936–1938   | R6           | 2257 cm³      | 55 PS (40,5 kW) | 100–105 km/h          |
| W 25 K                     | 1936–1938   | R6           | 1950 cm³      | 85 PS (62,5 kW) | 145 km/h              |
| W 52                       | 1937        | R6           | 2651 cm³      | 62 PS (45,6 kW) | 115 km/h              |
| W 24                       | 1937–1940   | R4           | 1767 cm³      | 42 PS (30,9 kW) | 105 km/h              |
| W 26                       | 1937–1940   | R6           | 2651 cm³      | 62 PS (45,6 kW) | 115 km/h              |
| W 23                       | 1937–1941   | R6           | 2651 cm³      | 62 PS (45,6 kW) | 105 km/h              |

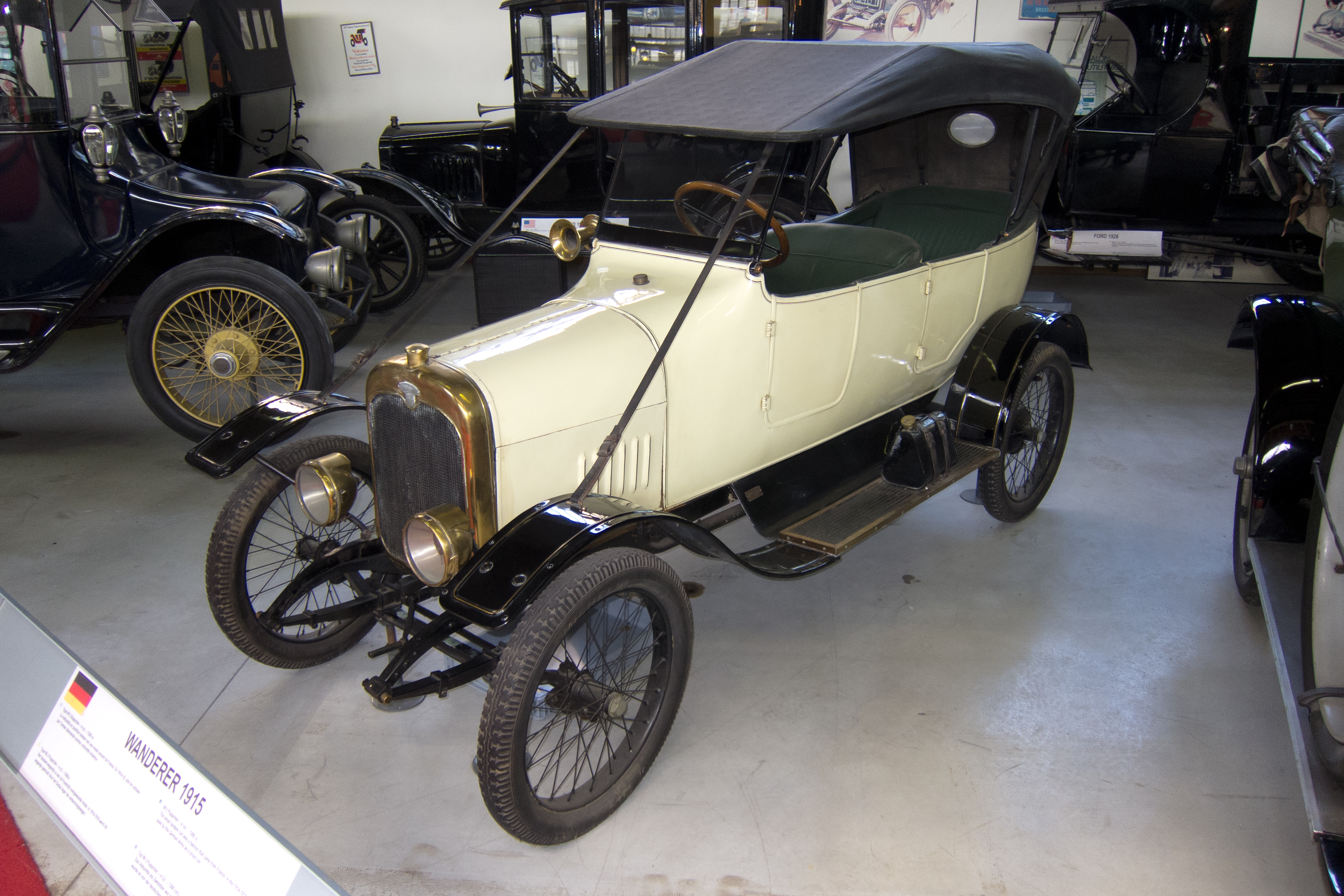
Wanderer W 3 „Puppchen“, 1915
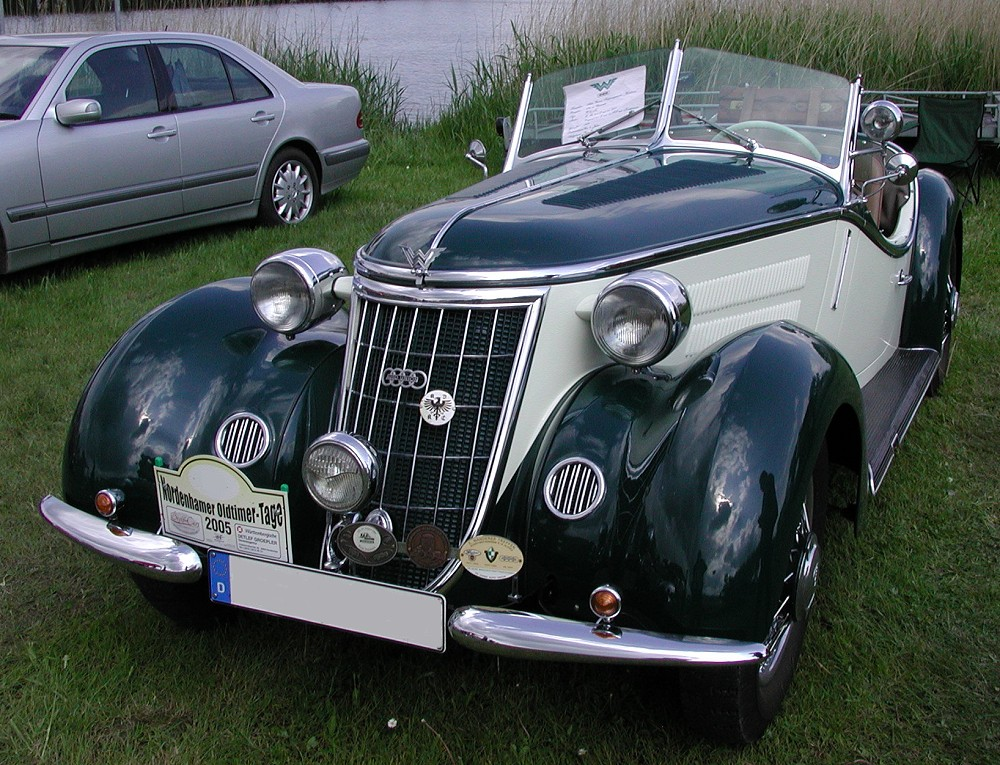
Auto Union Wanderer W 25 K, 1936
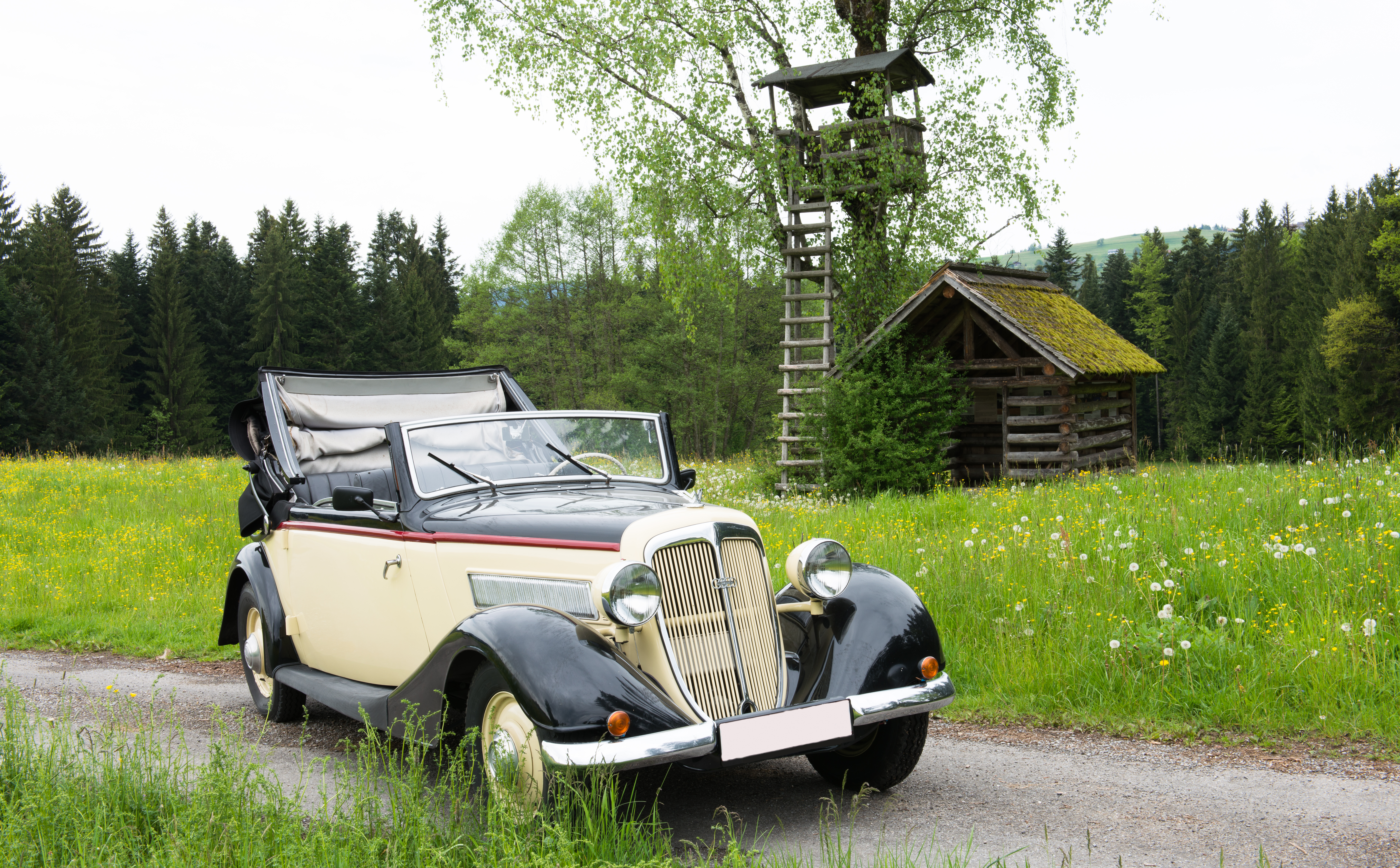
Wanderer W 45 C2b Cabriolet (1936–1938)
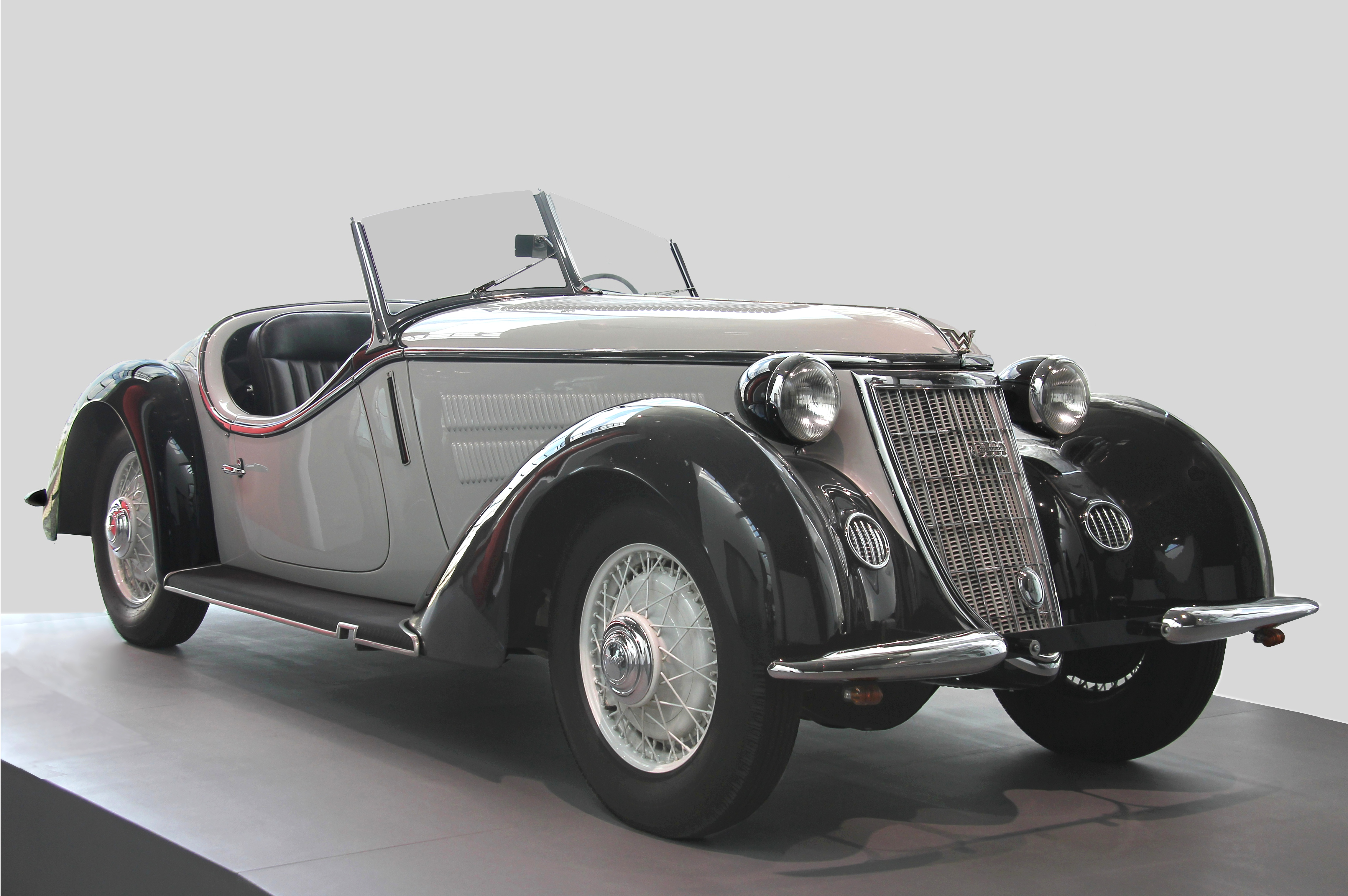
Wanderer W 25 K (1936–1938)
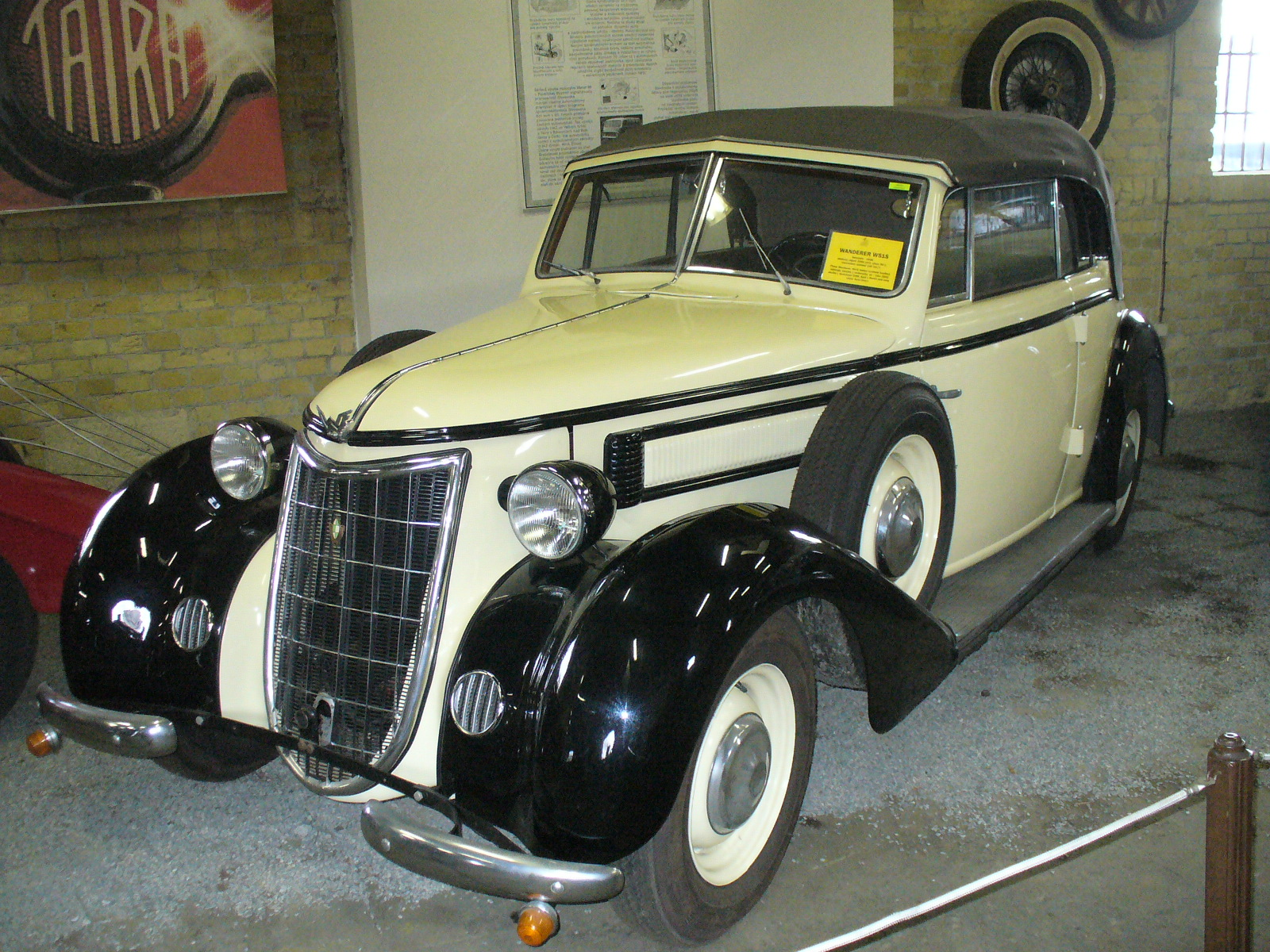
Wanderer W 51 Spezial
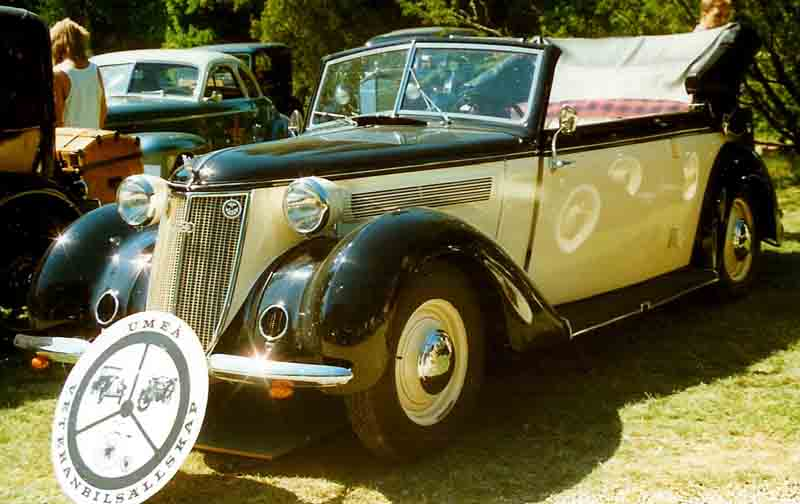
Wanderer W 23 Cabriolet 1938
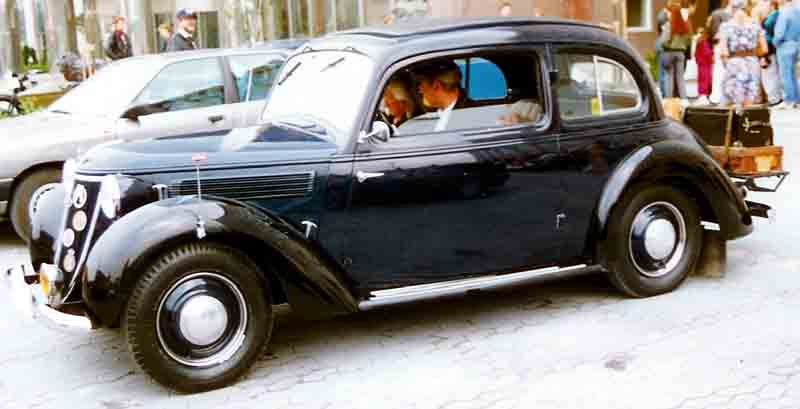
Wanderer W 24 Limousine 1939
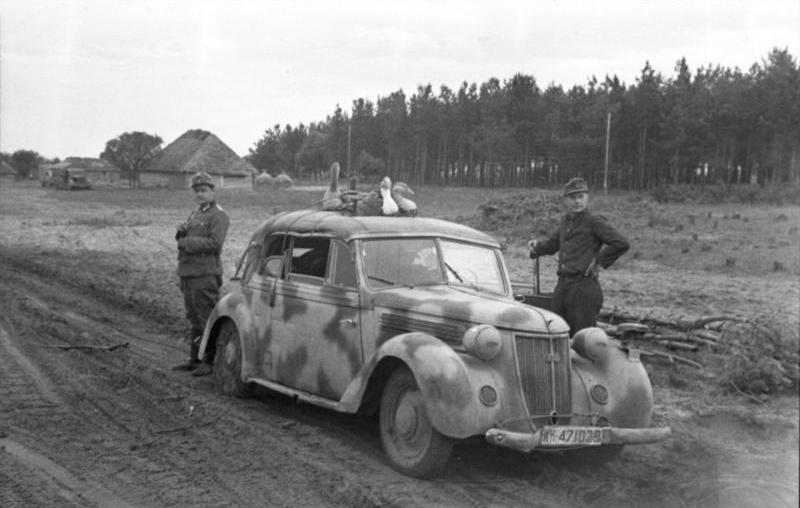
Wanderer W 51 der Wehrmacht, Russland 1943

## Firmengeschichte ab 1945

### Enteignung und Zerschlagung im Osten

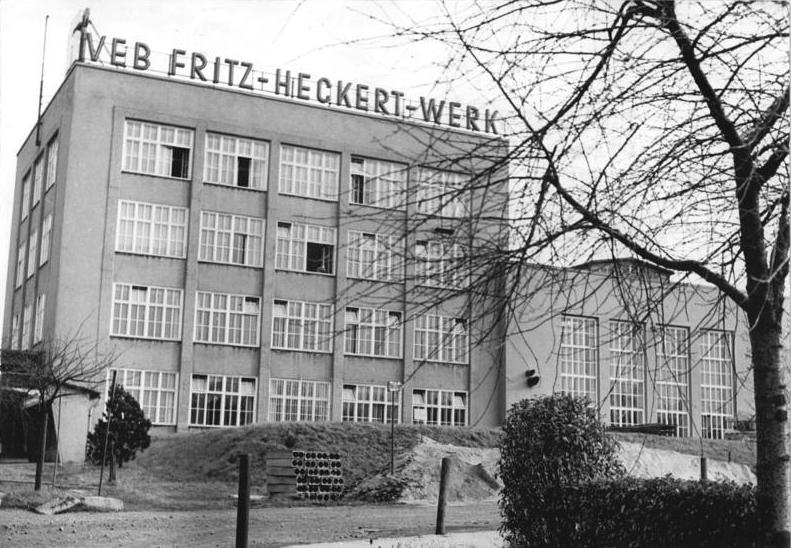
Fritz-Heckert-Werk (1963)

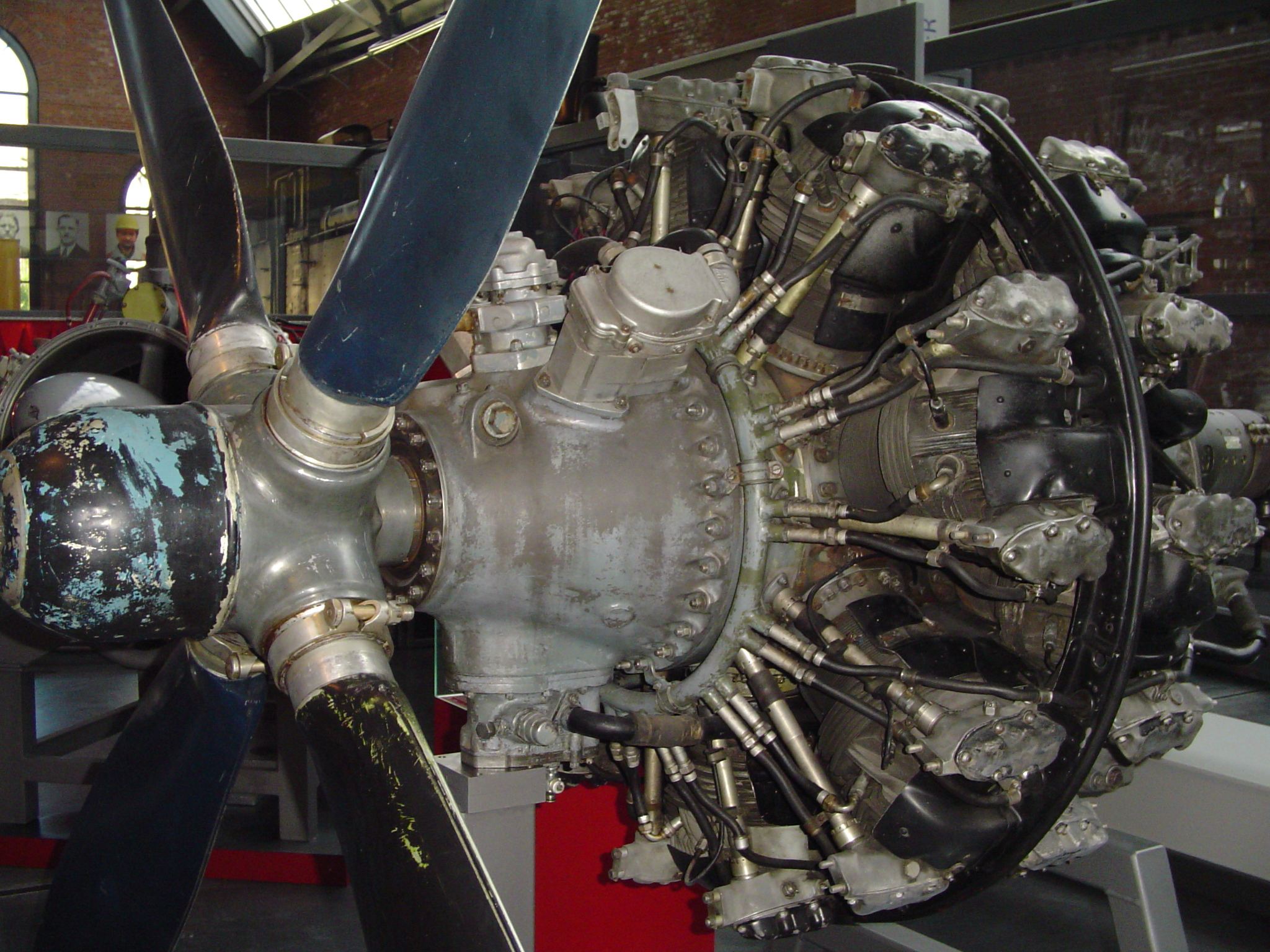
Flugzeugmotor aus dem VEB Industriewerke Karl-Marx-Stadt (ehemals Wanderer) in Schönau

Nach dem Krieg kam es am 30. Juni 1946 zu dem von der sowjetischen Besatzungsmacht wohlwollend geduldeten Volksentscheid über die Enteignung von Kriegs- und Naziverbrechern. Aufgrund dieses Volksentscheids wurden sowohl die Wanderer-Werke als auch die Auto Union AG enteignet und bis 1948 teilweise demontiert und als Reparationsleistungen in die Sowjetunion verbracht. Anschließend wurden die Werke zerschlagen und als Volkseigene Betriebe (VEB) neu geordnet:
- Das Autowerk in Siegmar wurde dem Industrieverband Fahrzeugbau (IFA) zugeordnet und ging später in den VEB Barkas-Werken auf (heute VW-Motorenwerk Chemnitz).
- Der Werkzeugmaschinenbereich wurde zunächst als VEB Wanderer-Fräsmaschinenbau weitergeführt, 1951 in VEB Fritz-Heckert-Werk umbenannt und später zum Stammbetrieb des VEB Werkzeugmaschinenkombinat „Fritz-Heckert“ (heute Starrag Group).[14]
- Die wechselvollste Geschichte hatte der Büromaschinenbetrieb in Schönau: Er wurde zunächst zum VEB Wanderer-Continental Büromaschinenwerk unter dem Dach der VVB Mechanik. 1953 wurde er mit der ehemaligen Astrawerke AG zum VEB Büromaschinen Chemnitz fusioniert, zwei Jahre später aber schon wieder als VEB Industriewerke Karl-Marx-Stadt ausgegliedert und mit der Produktion von Flugzeugmotoren beauftragt. Die Produktion von Schreibmaschinen wurde an das Optima Büromaschinenwerk Erfurt abgegeben, Rechen- und Buchungsmaschinen wurden fortan im VEB Buchungsmaschinenwerk Karl-Marx-Stadt (vormals Astrawerke) weiterentwickelt und hergestellt. Nach dem plötzlichen Ende des DDR-eigenen Flugzeugbaus 1961 fertigte man im Industriewerk Hydraulikpumpen und Motoren für die Fahrzeugindustrie. Ein kleiner Teil überlebte die Wiedervereinigung als Sachsenhydraulik GmbH und ging später an den US-Konzern Parker-Hannifin.[15]

### Neuanfang in Westdeutschland

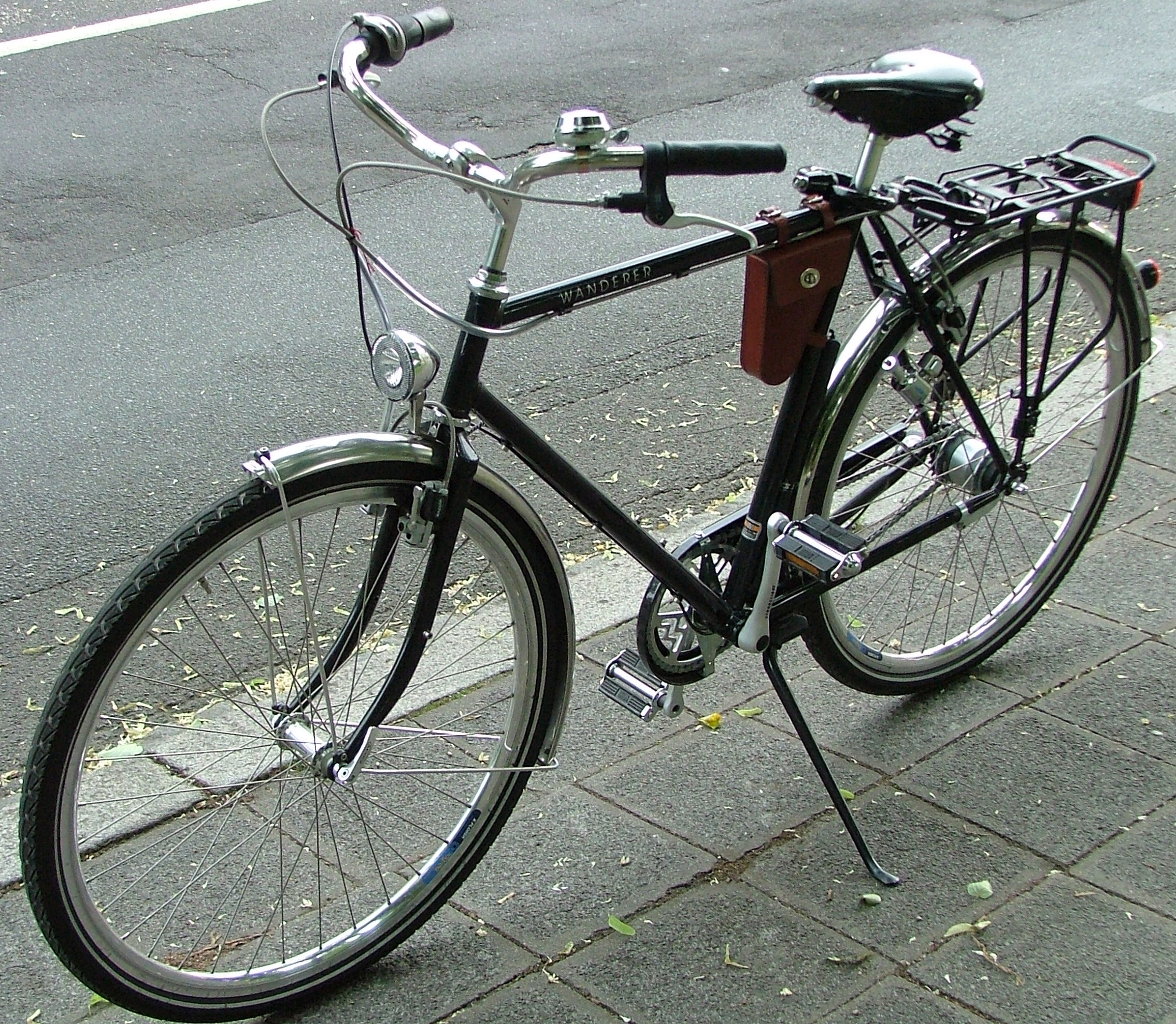
Wanderer-Herren-Fahrrad, Baujahr 2004

Als Folge von Enteignung und Verstaatlichung in der Sowjetischen Besatzungszone führten Eigentümer und Manager der Wanderer-Werke das Unternehmen in Westdeutschland fort. So tagte im Jahr 1948 in München eine außerordentliche Hauptversammlung der Wanderer-Werke AG und beschloss, den Sitz der Gesellschaft von Chemnitz nach München zu verlegen. Ab 1949 wurden wieder Fahrräder und Mopeds gehandelt, hergestellt von den Meister-Werken in Bielefeld. Bis 1958 gab es Wanderer-Mopeds mit Sachs- und Ilo-Einbaumotoren, u. a. die Modelle Standard und Telex. Daraus entwickelte sich die Wanderer-Werke AG; die Automobilproduktion wurde nicht wieder aufgenommen.

### Büromaschinen
In den 1950er Jahren setzte Wanderer die Tradition als Büromaschinenhersteller fort. Das Unternehmen beteiligte sich 1953 zunächst zu 50 % an der Exacta Büromaschinen GmbH und späteren Exacta Continental GmbH in Köln. 1960 folgten die restlichen 50 %. Damit war Wanderer der damals größte westdeutsche Büromaschinenproduzent.
Um mit der rasanten Entwicklung des modernen Informatik Schritt halten zu können, hatte Wanderer einen elektronischen und druckenden Tischrechner, die Wanderer Logatronic, genannt CONTI für die Mittlere Datentechnik entworfen, dessen Elektronik Wanderer beim Computerpionier Heinz Nixdorf entwickeln ließ. Infolge einer Unternehmenskrise wurde das Unternehmen 1967/8 schließlich an Nixdorf verkauft und bildete von nun an den industriellen Kern der Nixdorf Computer AG. Entwicklung und Verkauf des Elektronischen Tischrechners CONTI wurde nach der Übernahme durch Nixdorf eingestellt.

### Holding und Insolvenz

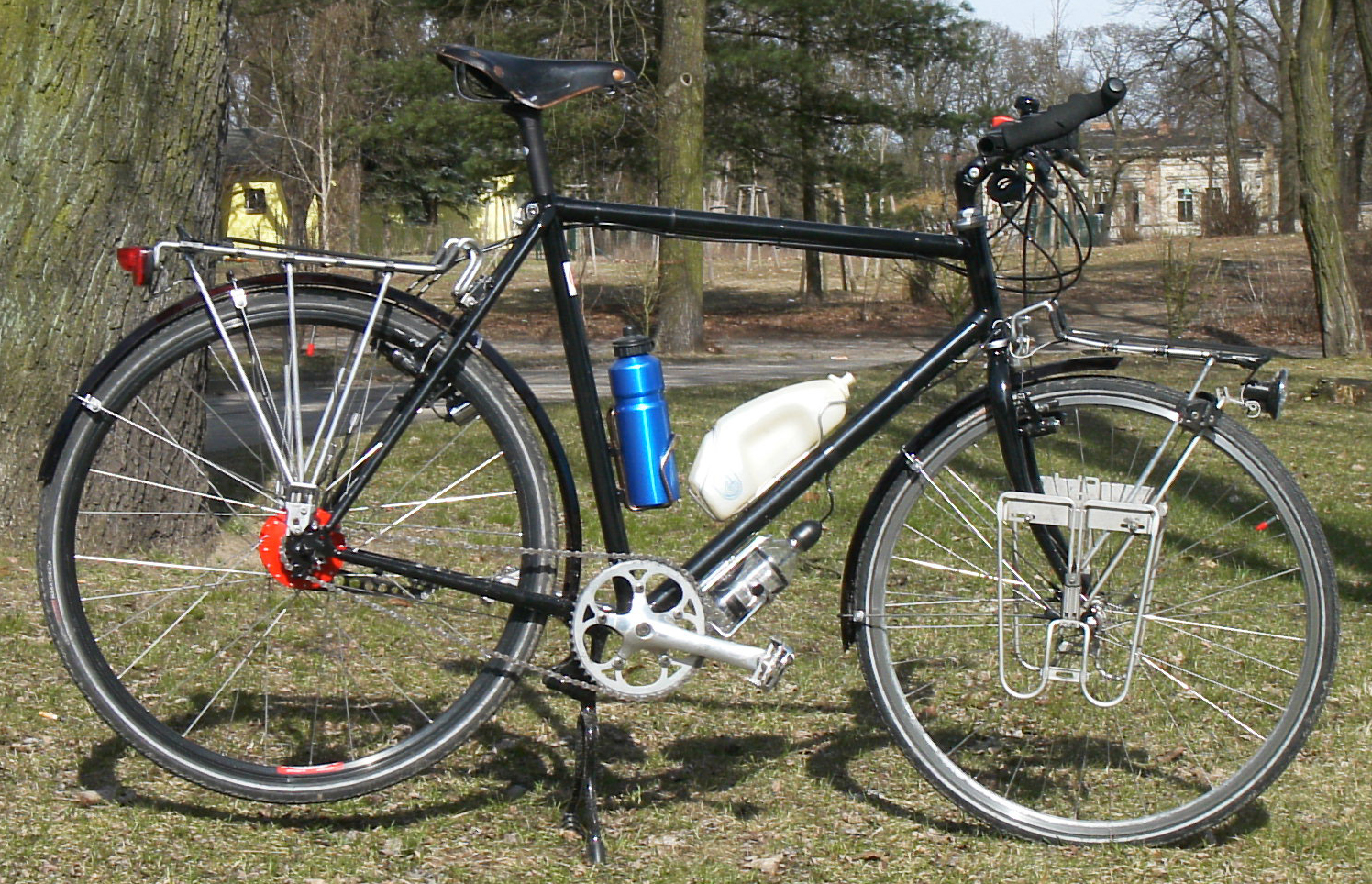
Reiserad aufgebaut auf Wanderer-Rahmen, 2006

Fahrräder mit dem Markennamen „Wanderer“ wurden seit 1998 wieder hergestellt. Seit 2006 geschah dies unter Federführung der Zwei plus zwei GmbH (Heute: Croozer GmbH) in Köln. Dort wurden die Fahrräder entwickelt, in Deutschland hergestellt und von ausgewählten Fachhändlern vertrieben. Die Wanderer-Werke AG traten dabei lediglich als Lizenzgeber für den Markennamen auf.
Ansonsten stellte sich die Wanderer-Werke AG 2008 als Finanzholding ohne eigenen Geschäftsbetrieb mit den Sparten Poststellen-Verwaltung (engl. „mailroom management“) (über eine 50,1-%-Beteiligung an der börsennotierten Böwe-Systec-Gruppe), Kraftfahrzeugteile (Carl Kittel Autoteile GmbH, Kittel Supplier GmbH) und Verpackungsmaterialien (Karl Fislage GmbH & Co. KG, Merseburger Verpackung GmbH) dar. Zuletzt wurde der Konzern über zwei Jahrzehnte von Claus Gerckens geführt.
Als sehr schwierig erwies es sich, dass große Teile des Unternehmens auf Kredit finanziert worden waren. Die Kredite wurden nicht nur von Banken, sondern auch zwischen den Unternehmenstöchtern vergeben. Als die Sparte Kraftfahrzeugteile im Zuge der Absatzkrise der Automobilindustrie hohe Verluste einfuhr und sich gleichzeitig die Übernahme des US-Konkurrenten Bell & Howell durch die Böwe-Systec-Gruppe als Fehlinvestition herausstellte, ließen sich die Defizite nicht mehr auffangen, und die Wanderer-Gruppe brach Stück für Stück zusammen. Das Insolvenzverfahren wurde im Juli 2010 eröffnet. Während die Sparte Verpackungen noch über ein Management-Buy-Out an eine Investorengemeinschaft und Böwe Systec an die Possehl-Gruppe verkauft werden konnten, musste der Bereich Kraftfahrzeugteile mit seinen rund 500 Mitarbeitern gänzlich schließen. Nur die Fahrräder wurden bis März 2013 noch unter dem Markennamen Wanderer produziert, zuletzt von der Zwei plus zwei GmbH. Seit 2017 gehört die Domain www.wanderer.de der Hercules GmbH aus Köln, die weiterhin unter dem Markennamen Wanderer Fahrräder vertreibt.